# Neuton
Neuton Sérgio Piccoli (Erechim, 1990. március 14. –) brazil labdarúgó, jelenleg a Udinese játékosa.

## Pályafutása

### Gremio
A Gremio csapatában nevelkedett, majd 2010-ben debütált az első csapat mezében. Az első hivatalos mérkőzése az Internacional elleni győztes mérkőzés volt, ahol a mérkőzés legjobbjának választották, ekkor kapta becenevét, "Ice Man." Ugyanebben a szezonban a bajnokságban még 13 alkalommal léphetett pályára.  A következő szezonban csak 8 mérkőzést jutott számára, mivel az olasz Udinese csapatába igazolt.

### Udinese
2011. július 26-án hivatalosan bejelentették hogy az Udinese csapatába igazolt, 5 évre. 2011. augusztus 16-án debütált a Udinese színeiben az Arsenal csapata ellen, Bajnokok ligája utolsó rájátszásának első mérkőzésén.

## Sikerei, díjai

### Klub
Gremio
- Campeonato Gaúcho győztes: 1

2010

## Fordítás
Ez a szócikk részben vagy egészben  a   Neuton című olasz Wikipédia-szócikk ezen változatának fordításán alapul.  Az eredeti cikk szerkesztőit annak laptörténete sorolja fel. Ez a jelzés csupán a megfogalmazás eredetét és a szerzői jogokat jelzi, nem szolgál a cikkben szereplő információk forrásmegjelöléseként.